# AM2R
AM2R (Another Metroid 2 Remake) es un videojuego de acción y aventura desarrollado por el programador argentino Milton Guasti (también conocido como DoctorM64) y lanzado el 6 de agosto de 2016, en el 30 aniversario de Metroid. Fue lanzado originalmente para Windows. Es un remake no oficial del juego de Game Boy de 1991 Metroid II: Return of Samus al estilo de Metroid: Zero Mission (2004). Como en el Metroid II original, los jugadores controlan al cazarrecompensas Samus Aran, cuyo objetivo es erradicar al parásito Metroids. AM2R añade varias características, incluyendo nuevos gráficos y música, nuevas áreas y jefes, controles modificados y un sistema de mapas.
El juego recibió críticas positivas, particularmente por sus imágenes mejoradas. Fue nominado a The Game Awards 2016, pero luego fue eliminado de la lista de nominados sin previo aviso. Poco después del lanzamiento, Nintendo envió avisos DMCA a los sitios web que alojan AM2R y se eliminaron los enlaces de descarga. Aunque Guasti planeaba continuar trabajando en el juego de forma privada, en septiembre de 2016 finalizó el desarrollo después de recibir una solicitud de eliminación DMCA. Nintendo lanzó una nueva versión oficial de Metroid II, Metroid: Samus Returns, en 2017.

## Jugabilidad
AM2R es un remake mejorado del juego de Game Boy Metroid II: Return of Samus, que sigue a Samus Aran en su búsqueda para erradicar la especie parásita Metroid de SR388, su mundo natal. El remake está hecho al estilo de Metroid: Zero Mission, agregando un sistema de mapas, nuevas áreas, minijefes, mejoras introducidas originalmente en Super Metroid, gráficos y música rehechos, una inteligencia artificial actualizada para los enemigos y un sistema de registro similar a Metroid Prime. Los registros le brindan al jugador más información sobre Metroids, enemigos y el mundo del juego después de que el jugador se ha encontrado con ciertos enemigos o ha llegado a nuevas áreas. Los controles del juego son menos "flotantes" que los del original y presenta nuevas habilidades como saltar paredes y agarrarse a repisas, lo que está más en línea con la jugabilidad que la serie ha empleado desde Super Metroid.
Los Metroids con los que lucha el jugador tienen cuatro etapas evolutivas principales: Alfa, Gamma, Zeta y Omega, que han sido alteradas en comparación con sus contrapartes de Metroid II, incluidas nuevas técnicas utilizadas en la batalla; Alpha es el menos modificado, ya que solo se le ha dado un nuevo movimiento de esquiva, mientras que Omega es el que más se ha modificado, ya que se ha cambiado a enemigos terrestres que atrapan al jugador. El jugador se enfrenta a estos jefes Metroid con frecuencia y tiene que derrotar a 55 de ellos. Entre los jefes recién agregados se encuentran enemigos que no son Metroid, como una estatua en movimiento o una estatua de Torizo.

## Desarrollo
AM2R fue desarrollado por Milton Guasti bajo el seudónimo DoctorM64 en el transcurso de unos diez años, aunque con varios períodos sin trabajar en el juego. Guasti quiso recrear la jugabilidad rápida de Metroid: Zero Mission y la "atmósfera y soledad" de Super Metroid. Después de haber terminado Metroid II Por primera vez, imaginó que sería "genial" jugar con una jugabilidad moderna, un minimapa dentro del juego en lugar de un mapa físico en el regazo y los Metroids Omega tan altos como la pantalla. Como Guasti no era programador en ese momento, utilizó un método de prueba y error para modificar un motor de juego de plataformas de Martin Piecyk dentro del sistema de creación de juegos GameMaker, siendo el aprendizaje su principal motivación para trabajar en el juego.
Al principio, el remake siguió el diseño del mapa original de Metroid II y los sprites ya existentes de Metroid: Zero Mission y Super Metroid. Mientras Guasti seguía trabajando en el motor del juego y pulía cada habilidad, sintió que "AM2R" comenzaba a parecer cada vez más auténtico. Después de que el juego se hizo público, varios artistas se pusieron en contacto con Guasti y se ofrecieron como voluntarios para crear arte original para el juego; Se rediseñaron las evoluciones de Metroid y se agregaron nuevos enemigos y áreas no relacionadas con otros juegos de Metroid. Él mismo rehizo la música mientras esperaba a los clientes en su estudio de grabación. El sistema de registro agregado fue diseñado para brindar narrativa de manera no intrusiva.
Debido a que hubo muchos cambios en AM2R en comparación con el Metroid II original (con color, una pantalla más grande, cuevas "menos claustrofóbicas" y nuevos controles de juego), Guasti se enfrentó al desafío de recrear la sensación de peligro original dentro de un estilo más moderno. Metroid II presentó "combate en espacios reducidos", mientras que AM2R mayor cantidad de espacio en pantalla y movilidad significó que el comportamiento de los Metroids tuvo que cambiarse. Se hicieron más ágiles y agresivos, con la intención de que los jugadores tuvieran que usar todas las herramientas disponibles para derrotarlos. También hubo que cambiar la escala de las salas en todo el mundo del juego, y se rediseñaron algunos puntos de referencia para hacer un mejor uso de la pantalla más grande; algunos, sin embargo, se mantuvieron similares en tamaño a sus homólogos de Metroid II. Si bien las primeras áreas del juego se hicieron coloridas y precisas para sus contrapartes en Metroid II, las áreas posteriores se expandieron e introdujeron nuevos elementos, presentando cuevas progresivamente más oscuras, pasajes más estrechos y Metroids que se encuentran en lugares más peligrosos. Esto, junto con una música cada vez más oscura y amenazante, iba a recrear la sensación de Metroid II, que Guasti describió como "estar perdido en una cueva oscura y misteriosa sin saber lo que le espera".
En las últimas partes del desarrollo del juego, el mayor desafío fue coordinar el trabajo de Guasti y sus colaboradores; cuando Guasti comenzó a trabajar como programador, aprendió sobre gestión de proyectos y lo aplicó a AM2R, pero todavía le resultaba difícil tener plazos y mantener a la gente motivada, ya que todos trabajaban en el juego de forma gratuita en su tiempo libre. A finales de 2014, el proyecto se transfirió a la versión más nueva de GameMaker Studio, que permitió mejorar los tiempos de carga y el rendimiento, pero requirió la reescritura completa de algunas características y cambios en los diseños de algunos niveles. Este movimiento también hizo que los errores de software fueran más rápidos de corregir y que las nuevas compilaciones de software fueran más fáciles de realizar, dejando el progreso del desarrollo en un estado más conveniente y productivo. Más tarde, ese mismo año, los desarrolladores trabajaron para mejorar las imágenes, dándole a la cuarta área un nuevo juego de mosaicos gráficos destinado a darle más personalidad.

## Lanzamiento
Guasti lanzó una primera demo a finales de 2011 y otro a principios de 2013. El juego completo fue lanzado de forma gratuita tras una cuenta regresiva a través de su sitio web el 6 de agosto de 2016, coincidiendo con el 30 aniversario de la serie Metroid. Se planearon versiones actualizadas con más mejoras y características, pero poco después del primer lanzamiento, Nintendo envió avisos DMCA a los sitios web que lo albergaban. Los enlaces de descarga en el sitio web del juego fueron eliminados el 7 de agosto, pero Guasti dijo que planeaba trabajar en el juego de forma privada. Dijo que entendía la necesidad de Nintendo de proteger sus propiedades intelectuales y animó a los jugadores de AM2R a comprar la versión oficial de Nintendo eShop de Metroid II.
El 2 de septiembre, Guasti recibió una solicitud de eliminación DMCA de Nintendo y anunció que había finalizado el desarrollo. Lanzó la banda sonora a finales de ese mes, incluidas varias pistas destinadas a la actualización de la versión 1.2 inacabada. El desarrollo del juego fue continuado por gente de la comunidad de fans de Metroid, incluyendo correcciones de errores, nuevos enemigos y elementos de la historia, y modos de juego adicionales como Nuevo Juego+ y un "Aleatorizador" que baraja las ubicaciones de los potenciadores.
Nintendo lanzó una nueva versión oficial de Metroid II, Metroid: Samus Returns, en 2017. Un año después del lanzamiento de AM2R, Moon Studios contrató a Guasti para diseñar niveles para Ori and the Will of the Wisps. También anunció un proyecto realizado en Unity 3D. Otros miembros del equipo AM2R formaron SquidShock Studios y comenzaron a trabajar en un Metroidvania original, Bō: Path of the Teal Lotus, utilizando arte dibujado a mano e inspirado en juegos como Hollow Knight y Okami.

## Recepción
Mike Fahey, que escribe para Kotaku, calificó el juego de brillante y comparó la jugabilidad, los gráficos y la música favorablemente con sus homólogos de Metroid II. Ishaan de Siliconera encontró el juego impresionante y dijo que se destaca de otros remakes hechos por fanáticos. Sam Machkovech de Ars Technica dijo que el juego sería un deleite para la gente a la que le gustaba Zero Mission, y que su calidad y cantidad de pulido lo ponían a la par con los juegos de Nintendo. A Zack Furniss de Destructoid le gustó el juego hasta el punto de que pensó que Nintendo debería usar algunas ideas del mismo en futuros títulos de Metroid. Jonathan Holmes, también de Destructoid, dijo que AM2R hace un buen trabajo llenando el "vacío" dejado por la falta de Nintendo de nuevos juegos 2D de "Metroid", calificándolo de "un juego aún más extenso" reinventando lo que fue Metroid: Zero Mission para Metroid 1". Gonçalo Lopes de Nintendo Life dijo que el juego era una excelente manera de celebrar el 30 aniversario de la serie y un sueño hecho realidad para los fanáticos de Metroid, y que imaginaba que la gente estaría dispuesta a pagar dinero por él si se vende en la eShop de Nintendo. Matthew Castle de Nintendo Gamer lo llamó un ejemplo de cómo hacer bien un remake. Tom Sykes de PC Gamer elogió AM2R como un "gran juego en sí mismo", independientemente de si uno había jugado Metroid II antes o no. A Tony Ponce de NF Magazine inicialmente le preocupaba que el juego perdiera el "encanto misterioso" de Metroid II, pero descubrió que podía mantener un sentimiento de tensión alta, además de incluir cosas nuevas para los fanáticos del original desde hace mucho tiempo.
Furniss descubrió que los cambios en la jugabilidad en comparación con el Metroid II original, como la capacidad de agarrarse a las repisas, todo parecía natural y calificó la interfaz de usuario como "elegante". Le gustó el sistema de registro, calificándolo como una de las mayores adiciones, y disfrutó cómo la apertura agregó más contenido a la historia sin ser "exagerada", sino que se sintió como la apertura de "Super Metroid". Holmes elogió las batallas contra jefes y las calificó como "posiblemente" las mejores de todos los juegos 2D de Metroid. Ponce encontró molestas las condiciones precisas de victoria para las batallas de Metroid considerando la frecuencia con la que se pelean, pero de manera similar pensó que los nuevos jefes que no eran de Metroid estaban entre los más emocionantes y desafiantes de todos los juegos 2D de la serie. Sus nuevos elementos de juego favoritos eran los "trucos", como la máquina perforadora de túneles operada por el jugador y el minijuego del robot caminante.
Machkovech dijo que el juego parece "fenomenal" y que sus "duendes hermosos y fácilmente discernibles" y sus animaciones de 60 fotogramas por segundo lo hacían parecer moderno a pesar de la resolución de 320 × 240. Disfrutó especialmente la paleta de colores del juego y dijo que hacía que AM2R pareciera un juego completamente nuevo. Furniss calificó el juego de "hermoso" y elogió los colores y el mayor detalle gráfico. Alec Meer de Rock, Paper, Shotgun dijo que el juego se veía encantador y que era una gran mejora con respecto a la pantalla verde de la versión de Game Boy. Jeffrey Matulef, que escribía para Eurogamer, encontró impresionante lo mucho que el juego se parecía visualmente a Super Metroid. Fahey destacó la banda sonora en particular como de alta calidad, y Lopes calificó la música de "fantástica".
El juego fue nominado a The Game Awards 2016 en la categoría "Mejor creación de fans", pero fue eliminado de la página de nominaciones sin previo aviso junto con el juego de fans Pokémon Uranium. El presentador de los Game Awards Geoff Keighley explicó que "AM2R" y "Pokémon Uranium" no fueron autorizados legalmente por Nintendo para ser incluidos en el evento.